# Lohit (rivière)
Pour les articles homonymes, voir Lohit.
Le Lohit est une rivière de l’Arunachal Pradesh,  dans l’Inde du Nord, et un affluent gauche du fleuve le Brahmapoutre.

## Géographie
C’est un affluent du Brahmapoutre. Il prend sa source dans l’est du Tibet et s’écoule dans l’Arunachal Pradesh, vers les plaines de l’Assam. 
Connu sous le nom de fleuve de sang, du fait de son sol latéritique, il traverse les collines Mishmis. 

## Hydrologie
Son régime hydrologique est dit pluvial tropical à moussons.

## Aménagements et écologie
La vallée de la Lohit est densément boisée, ayant une flore très riche, avec une forte jungle tropicale, comprenant des rhododendrons et des orchidées dans la partie inférieure. 
L’armée indienne l’utilise pour des expéditions et pour la formation de certains soldats. Depuis 1994 l’armée indienne y fait des exercices de rafting.  